# Route nationale 506
Pour les articles homonymes, voir Route 506.

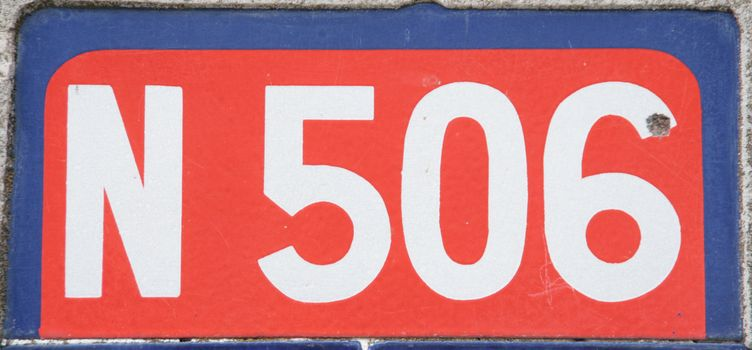
Cartouche de la N 506

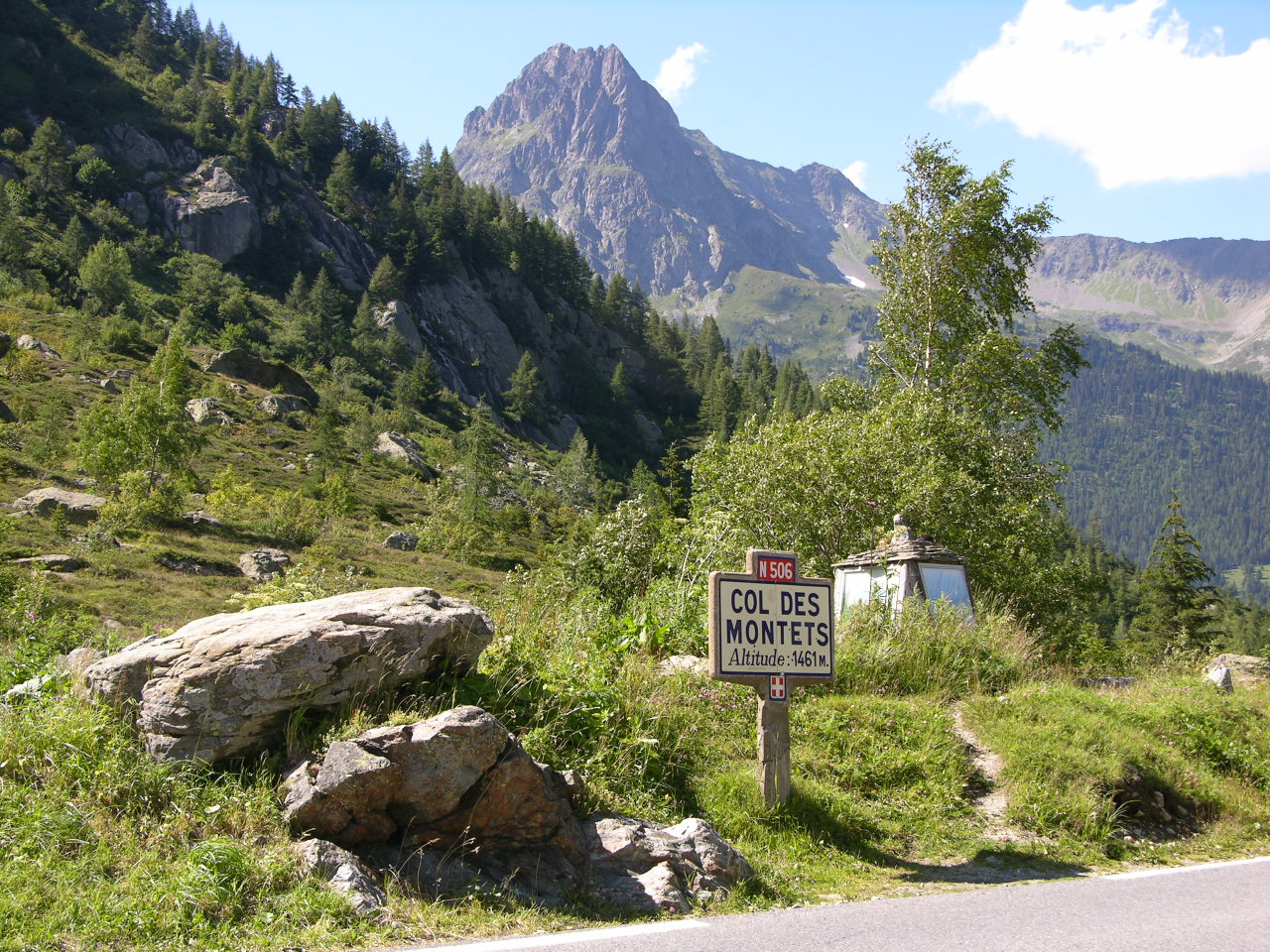
N 506 au col des Montets.

La route nationale 506 ou RN 506 était jusqu'en 2006 une route nationale française reliant Chamonix à la frontière suisse. Elle a été déclassée en RD 1506.
Avant la réforme de 1972, elle possédait un tronçon reliant Bonneville à Chamonix. Ce tronçon a été renuméroté RN 205. En 2006, il a été déclassé en RD 1205 entre Bonneville et Cluses.

## Ancien tracé de Bonneville à Chamonix-Mont-Blanc
- Bonneville D 1205
- Vougy
- Cluses

La RN 506 faisait tronc commun avec la RN 202 pour rejoindre le Fayet.
- Le Fayet, commune de Saint-Gervais-les-Bains N 205
- Servoz
- Les Houches
- Chamonix-Mont-Blanc

## Tracé de Chamonix à la Suisse
- Les Praz-de-Chamonix, commune de Chamonix-Mont-Blanc
- Les Tines, commune de Chamonix-Mont-Blanc
- Argentière, commune de Chamonix-Mont-Blanc
- Col des Montets
- Vallorcine
- Frontière, Le Châtelard, VS,     Suisse